# Нарва-Йиесуу (самоврядування)
На́рва-Йи́есуу (ест. Narva-Jõesuu linn) — міське самоврядування в Естонії, адміністративна одиниця в повіті Іда-Вірумаа, утворена під час реформи 2017 року шляхом добровільного об'єднання волості Вайвара  та міста-муніципалітету Нарва-Йиесуу. Також Уряд Республіки своїм рішенням приєднав до нового самоврядування територію Війвіконна, колишнього міського району Кохтла-Ярве, утворивши два нових села — Війвіконна та Сірґала. Офіційна назва самоврядування, як громадсько-правової юридичної особи, — місто Нарва-Йиесуу.

## Географічні дані
Площа муніципалітету — 405 км2.
На території, що увійшла до складу новоутвореного самоврядування, станом на 1 січня 2017 року чисельність населення становила 4653 особи: у місті Нарва-Ййесуу мешкав 2651 житель, у волості Вайвара — 1871 особа та на території Війвіконна, міського району Кохтла-Ярве, — 131 мешканець. Сформований муніципалітет не відповідає критерію мінімального розміру місцевого самоврядування, передбаченому в § 3 Закону про адміністративну реформу, оскільки кількість мешканців муніципалітету становила менше 5000 жителів.

## Населені пункти
Адміністративні центри — місто Нарва-Йиесуу та селища Олгіна й Сінімяе. Рада та управа самоврядування розташовуються в Нарва-Йиесуу.
На території муніципалітету розташовані:
місто Нарва-Йиесуу;
2 селища (alevik): Олгіна (Olgina), Сінімяе (Sinimäe);
20 сіл (küla):
Арумяе (Arumäe), Аувере (Auvere), Вайвара (Vaivara), Війвіконна (Viivikonna), Водава (Vodava), Гійеметса (Hiiemetsa), Гундінурґа (Hundinurga), Кудрукюла (Kudruküla), Лааґна (Laagna), Мерікюла (Meriküla), Мустаніна (Mustanina), Пеетеррісті (Peeterristi), Пер'ятсі (Perjatsi), Піместіку (Pimestiku), Пугкова (Puhkova), Ситке (Sõtke), Сірґала (Sirgala), Солдіна (Soldina), Тирвайие (Tõrvajõe), Удріа (Udria).

## Символіка
Муніципалітет використовує колишні прапор міста Нарва-Йиесуу та герб волості Вайвара.

## Історія
11 травня 2016 року відповідно до Закону про організацію роботи місцевих самоврядувань, Закону про адміністративний поділ території Естонії та Закону про сприяння об'єднанню одиниць місцевого самоврядування рада волості Вайвара рішенням № 97 запропонувала міській раді Нарва-Йиесуу почати переговори про об'єднання. 25 травня міська рада Нарва-Йиесуу ухвалила рішення № 128 про згоду на проведення переговорів з волосною радою Вайвара про впровадження змін в адміністративно-територіальному устрої з метою створити нову адміністративну одиницю. 30 листопада ради Вайвара та Нарва-Йиесуу затвердили Договір про об'єднання волості Вайвара та міста Нарва-Йиесуу (рішення № 128 та № 161 відповідно). Постановою № 153 від 23 грудня 2016 року Уряд Естонії затвердив утворення нової адміністративної одиниці шляхом злиття самоврядувань Нарва-Йиесуу та Вайвара, визначивши назву нового муніципалітету як місто Нарва-Йиесуу. Зміни в адміністративно-територіальному устрої, відповідно до постанови, мали набрати чинності з дня оголошення результатів виборів до міської ради нового самоврядування.
22 червня 2017 року Уряд Естонії прийняв постанову № 103 про передачу території Війвіконна, міського району Кохтла-Ярве, до складу волості Вайвара. Згідно з постановою територіальні зміни набули чинності з дня оголошення результатів виборів до міської ради нового самоврядування Нарва-Йиесуу.
15 жовтня 2017 року в Естонії відбулися вибори в органи місцевої влади. 21 жовтня 2017 року, після оголошення результатів виборів, офіційно утворено міське самоврядування Нарва-Йиесуу, а волость Вайвара вилучена з «Переліку адміністративних одиниць на території Естонії».